# Welcome to Dead House
Welcome To Dead House (Bem-Vindo à Casa dos Mortos no Brasil e Bem-vindos à Casa da Morte em Portugal), é o primeiro livro publicado nos Estados Unidos da série Goosebumps de R. L. Stine.

## Personagens
- Amanda: Irmã de Josh
- Josh: Irmão de Amanda
- Petey: Cachorro de Amanda e Josh
- Sr. Dawes: Fantasma líder
- Ray: Amigo de Amanda e Josh fantasma.
- Jack: pai